# Lent dehors
Lent dehors est un roman de Philippe Djian publié le 25 février 1991 chez Flammarion.
Dans ce récit qui reprend certains éléments autobiographiques, 48 au total, le héros-narrateur dénommé Henri-John est un professeur de musique. Il est père de deux grandes filles et doit faire face au départ de sa femme Edith, écrivain à succès.

## Résumé
Après le départ de sa femme, Henri-John explique qu'il est parti aux États-Unis pour s'installer chez son beau-frère et ami de toujours, Oli.
Ce séjour dans un pays lointain sera l'occasion pour le narrateur d'un grand bilan. L'auteur du roman, au travers d'une forme d'autobiographie, romancée, évoque ainsi son passé et décrit une Amérique aux abords sympathique avec ses traditions humaines et ses paysages grandioses.

## Analyse
Le sixième roman de Philippe Djian reprend les thèmes chers à son auteur. La figure de l’écrivain déjà centrale dans 37°2 le matin (adapté au cinéma en 1986 par Jean-Jacques Beneix) est toujours présente même si cette fois, ce n’est pas en la personne du narrateur mais de sa femme, l’Amérique pimpante est le lieu de la résurrection et l’échappatoire rêvée à la grisaille de la France de Meudon des années 1980, les relations amoureuses sont toujours au centre des errances des personnages et l’alcool accompagne généreusement déboires et succès.
L’écriture de Djian s’affirme même si l’auteur évite habilement le piège qui consiste à « faire du Djian » qui se pose depuis qu’il rencontre le succès. On trouve pour la première fois dans l’œuvre de l’auteur un jeu sur la temporalité et une rupture avec le récit linéaire, une alternance des points de vue et des changements de cadre qui donnent de la profondeur à la narration.

## Réception
L’ouvrage a généralement été bien reçu par la critique et surtout par le public de plus en plus nombreux de Philippe Djian. L’auteur a cependant été, comme toujours, l’objet de critiques acerbes d’un certain milieu littéraire qui voient d’un mauvais œil ses écarts de langage, de l’utilisation fantaisiste de la ponctuation à des concordances des temps parfois aléatoires.

## Citation
« J’ai rêvé durant des années que je voguais sur un solide vaisseau, qu’aucune tempête ne pourrait inquiéter et que le temps affermissait, et j'ai cru un instant que je pouvais filer sur les récifs et que rien ne saurait m'arriver. Voilà pourquoi je souris. Les seuls remparts qu'un homme puisse édifier autour de lui sont à la dimension de son cercueil ».